# Гильменд (река)
Гильме́нд (дари هلمند, пушту هلمند‎ — Хильменд; перс. هيرمند‎ — Хирменд) — река в Афганистане и Иране, протекает по Иранскому нагорью. Длина составляет 1150 км, площадь бассейна — около 500 000 км². Исток реки находится в Гиндукуше.Средний расход воды — 201,3 м³/с.

## Этимология
Упоминается в Авесте, I тыс. до н. э., как Хетумат — «имеющая мосты». Последующие изменения: у древнегреческого историка Полибия, II в. до н. э., — Гериман, среднеперсидское — Итоманд, современное афганское — Хильменд.

## Гидрография
Истоки в хребте Баба, впадает в озёра Хамун на территории Ирана, образуя заболоченную дельту, рукава которой подвержены частым перемещениям. Главный приток — Аргандаб. Питание в основном снеговое и ледниковое. Наблюдается весенне-летнее половодье и осенне-зимняя межень (иногда прерывается подъёмами воды в результате оттепелей). Средний годовой расход воды — около 200 м³/с, в половодье — 500—700 м³/с, максимальный — свыше 15 000 м³/с, зимний — 100—120 м³/с. Наименьший сток: в устье в ноябре — 97,4 м³/с, у выхода из гор в сентябре — 62,9 м³/с. В среднем и нижнем течении орошает узкую полосу земель между пустынями Регистан и Дашти-Марго, в том числе Гиришкский оазис. Район дельты Гильменда густо заселён; воды реки широко используются на орошение. На рукавах Гильменда сооружено несколько плотин, наиболее значительная из которых — Систанская. На реке расположены города Лашкаргах и Гиришк.

## Ирригационный проект Долина Гильменда
С 1946 по 1970 годы совместно с США афганское правительство построило оросительную систему Helmand Valley Project, использующую воду Гильменда для сельского хозяйства. В результате к 1970 году площади посевов увеличились с 77 до 145 тысяч гектар, а 5,5 тысяч кочевых семей стали осёдлыми.

## В культуре
Реку Гильменд (Ҳирманд) воспевает Алишер Навои за то, что она поит водой весь Забулистан, её берега покрыты розами, а её водами был вспоен сам Рустам (поэма Стена Искандара, XXXV).